# St. Ursula (Augsburg)

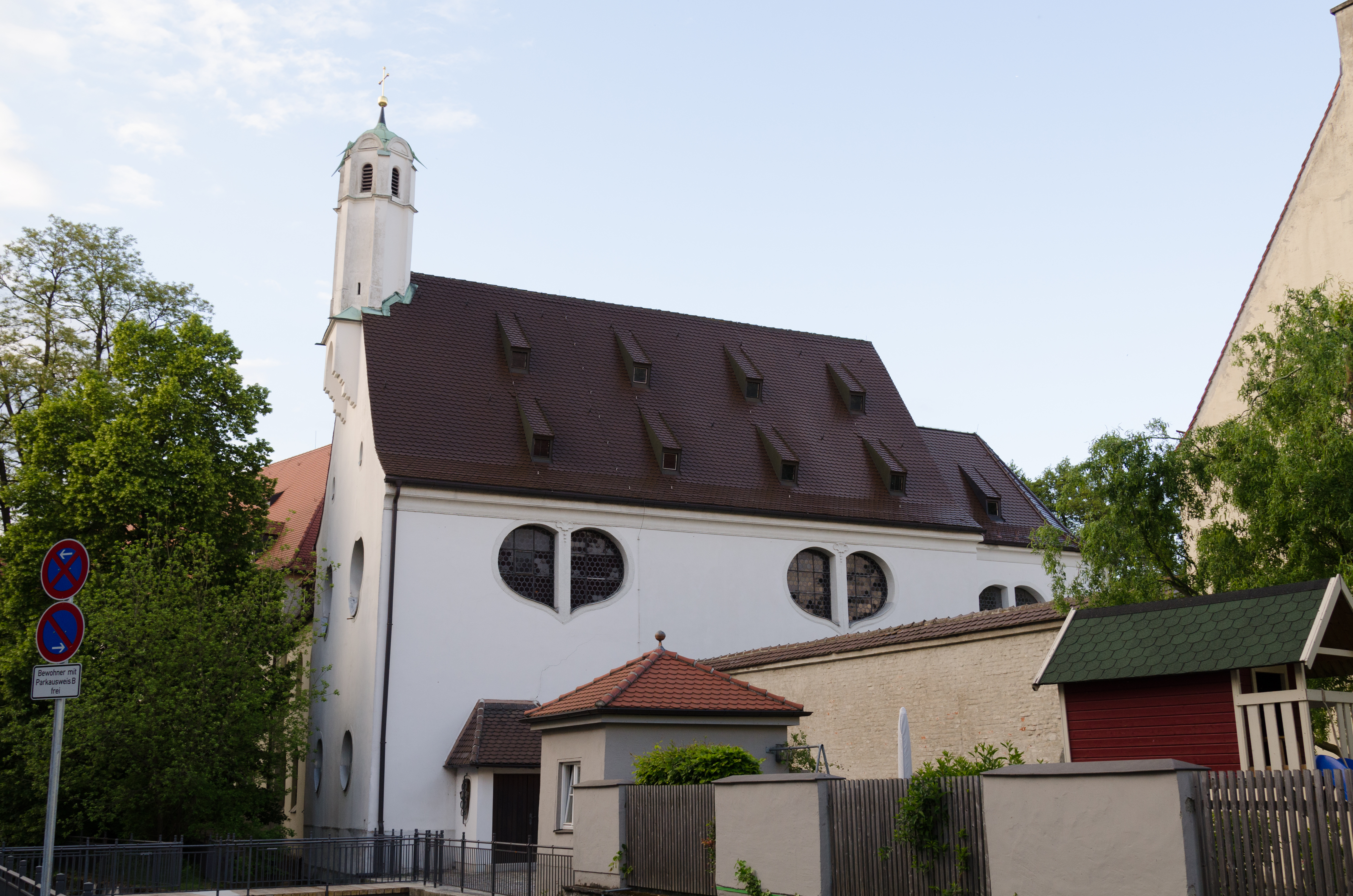
Klosterkirche St. Ursula

Die Dominikanerinnenklosterkirche St. Ursula in Augsburg wurde 1516 errichtet und 1720 erweitert. Als Baudenkmal ist sie in die Bayerische Denkmalliste eingetragen.

## Geschichte
Nach der Gründung des Klosters erbauten die Schwestern 1335 eine Kapelle und ließen sie 1420 erweitern. Nach dem Abriss des Vorgängerbaues begann man 1516 mit der Errichtung der heutigen spätgotischen Kirche die 1519/1520 geweiht wurde. Ein eigener Kaplan hielt dort täglich eine Messe. 1677 baute man in die Kirche eine Gruft ein. Die heutige Größe erhielt die Kirche 1720 nach Plänen von Georg Paulus durch eine Verlängerung des Langhauses. Dabei wurde auch der Innenraum im Barockstil umgestaltet. 1796/97 diente die Klosterkirche als Lazarett. Im Zuge der Säkularisation blieb die Kirche geöffnet.
In der sogenannten Bombennacht vom 25. auf den 26. Februar 1944 brannte die Kirche bis auf die Außenmauern nieder und verlor damit seine barocke Ausstattung. Sie wurde anschließend bis 1947 nach Plänen von Michael Kurz in vereinfachter Form unter Beibehaltung des äußeren Charakters wiederaufgebaut. 1975 erfuhr der Innenraum eine Umgestaltung.

## Ausstattung
Das heute nicht mehr erhaltene zweiteilige Deckenfresko schuf Johann Rieger um 1725, die Stuckarbeiten stammten von Matthias Lotter. Das ehemalige Altarbild, die Marter der heiligen Ursula, malte Jacopo Amigoni 1728. 